# Richard G. Baraniuk

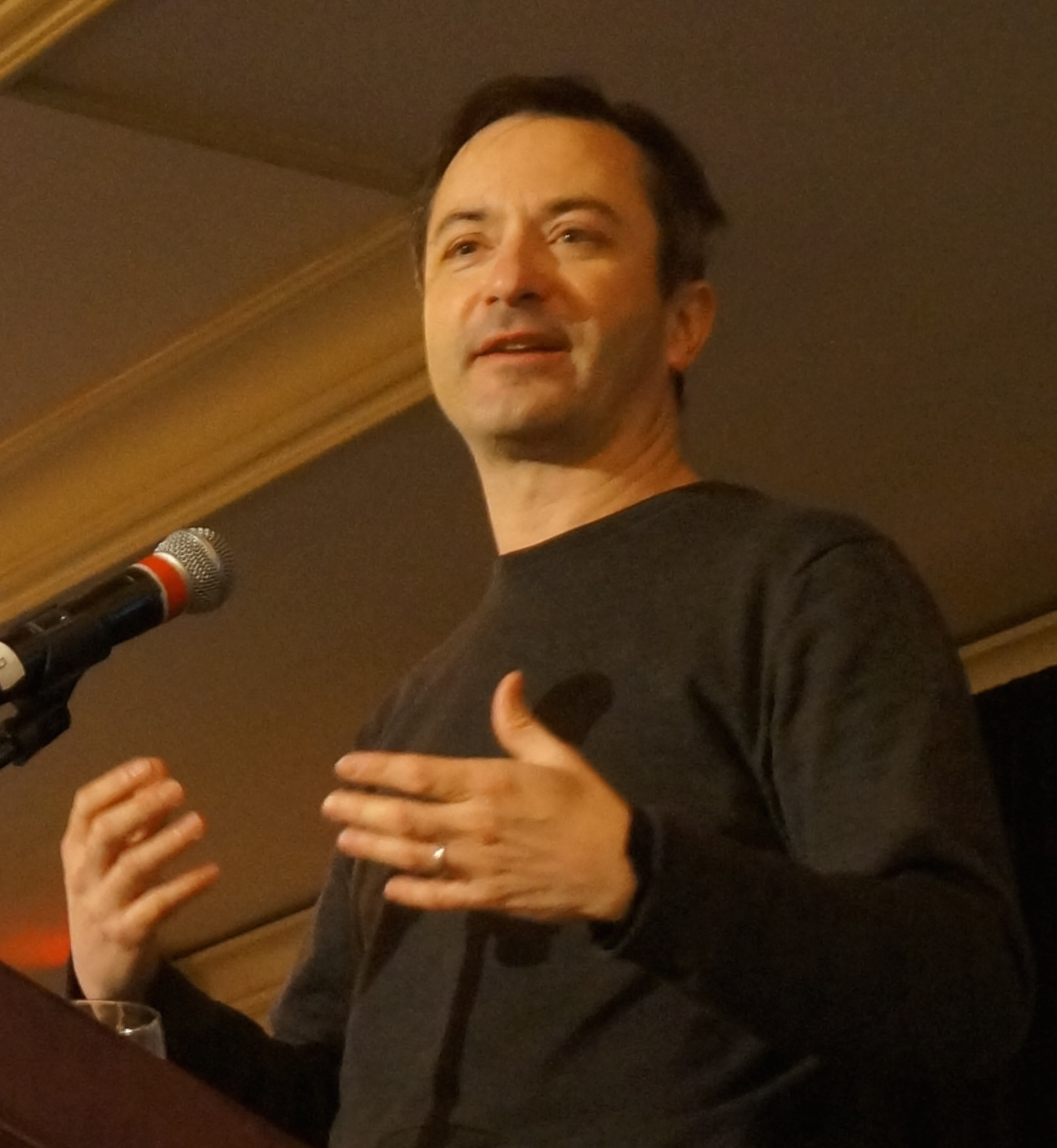
Richard G. Baraniuk bei einer SPARC-Konferenz (2014)

Richard Gordon Baraniuk (* 1965) ist ein kanadisch-amerikanischer Elektroingenieur. Er lehrt und forscht an der Rice University und befasst sich vorrangig mit Daten-, Signal- und Bildverarbeitung sowie mit maschinellem Lernen. Zudem engagiert er sich für Open Educational Resources und ist Gründer und Leiter von OpenStax CNX.

## Werdegang
Richard G. Baraniuk wuchs in Winnipeg auf und besuchte dort die University of Manitoba, an der er 1987 einen Bachelor in Elektrotechnik erhielt. Anschließend erwarb er 1988 in technischer Informatik (Electrical and Computer Engineering) einen Master von der University of Wisconsin–Madison in den Vereinigten Staaten, bevor er 1992 an der University of Illinois at Urbana-Champaign zum Ph.D. promoviert wurde. In seiner Promotionsarbeit befasste er sich mit der Zeit-Frequenz-Analyse von elektrischen Signalen („Shear Madness: Signal-Dependent and Metaplectic Time-Frequency Representations“). Als Post-Doc verbrachte er ein Jahr an der École normale supérieure de Lyon, bevor er in die USA zurückkehrte und 1993 eine Position als Assistenzprofessor an der Rice University übernahm.
An der Rice University wurde Baraniuk im Jahre 2000 auf eine ordentliche Professur befördert, die er seither innehat; seit 2004 unter dem Titel Victor E. Cameron Professor of Electrical and Computer Engineering. Zudem verbrachte er 2001/02 ein Sabbatical an der Télécom ParisTech sowie an der École polytechnique fédérale de Lausanne.

## Wissenschaftliches Schaffen
Baraniuk beschäftigt sich hauptsächlich mit Daten-, Signal- und Bildverarbeitung, beispielsweise mit Compressed Sensing oder Wavelets. Einen weiteren Schwerpunkt stellt das maschinelle Lernen dar. Er hält über 30 Patente und veröffentlichte bisher über 100 Fachartikel, wobei sein h-Index 96 beträgt (Stand: Oktober 2017) und er von Thomson Reuters 2015 und 2016 zu den Highly Cited Researchers gezählt wurde.
Parallel zu seiner akademischen Tätigkeit setzt sich Baraniuk für die Bewegung um Open Educational Resources ein, so gründete er bereits 1999 die Non-Profit-Organisation Connexions (seit 2014 OpenStax CNX) sowie 2012 deren Ableger OpenStax.
Er ist Fellow des Institute of Electrical and Electronics Engineers (2002) sowie der American Association for the Advancement of Science (2009) und wurde darüber hinaus im Jahre 2017 in die American Academy of Arts and Sciences gewählt, 2022 in die National Academy of Engineering. 2023 ist Baraniuk Gibbs Lecturer, für 2025 wurde ihm die IEEE Jack S. Kilby Signal Processing Medal zugesprochen.